# Interkontinentalni kup u hokeju na travi
Interkontinentalni kup je natjecanje u športu hokeju na travi.
Održava se svake četvrte (ponekad svake pete) godine. 
Interkontinentalni kupovi su izlučnim turnirima za nadolazeća svjetska prvenstva.
Prvi put se održao 1977. u Rimu, u Italiji, od 22. rujna do 1. listopada.
| godina | domaćin                | zlato       | srebro      | bronca      | 4.        |
| ------ | ---------------------- | ----------- | ----------- | ----------- | --------- |
| 1977.  | Rim, Italija           | Poljska     | Irska       | SSSR        | Belgija   |
| 1981.  | Kuala Lumpur, Malezija | SSSR        | Malezija    | Novi Zeland | Irska     |
| 1985.  | Barcelona, Španjolska  | Španjolska  | Novi Zeland | Poljska     | Kanada    |
| 1989.  | Madison, SAD           | Nizozemska  | Kanada      | Indija      | Francuska |
| 1993.  | Sydney, Australija     | J. Koreja   | Španjolska  | Indija      | Argentina |
| 1997.  | Kuala Lumpur, Malezija | Španjolska  | J. Koreja   | Novi Zeland | Poljska   |
| 2001.  | Edinburgh, Škotska     | Argentina   | Španjolska  | Poljska     | Belgija   |
| 2006.  | Čangžou, Kina          | Novi Zeland | J. Koreja   | Engleska    | Pakistan  |